# Alternanthera januarensis
Alternanthera januarensis là loài thực vật có hoa thuộc họ Dền. Loài này được J.C.Siqueira mô tả khoa học đầu tiên năm 2004.